# Ceratophyllinae
Ceratophyllinae – podrodzina owadów należących do rzędu pcheł.
Należą tutaj następujące rodzaje:
- Rodzaj Aenigmopsylla Ioff, 1950
- Rodzaj Aetheca Smit, 1983[2]
- Rodzaj Amalaraeus Ioff, 1936[2]
- Rodzaj Amaradix Smit, 1983[2]
- Rodzaj Amphalius Jordan, 1933a
- Rodzaj Baculomeris Smit, 1983[2]
- Rodzaj Brevictenidia Liu and Li, 1965
- Rodzaj Callopsylla Wagner, 1934[2]
- Rodzaj Ceratophyllus Curtis, 1832[2]
- Rodzaj Dasypsyllus Baker, 1905[2]
- Rodzaj Eumolpianus Smit, 1983[2]
- Rodzaj Glaciopsyllus Smit and Dunnet, 1962[2]
- Rodzaj Hollandipsylla Traub, 1953[2]
- Rodzaj Igioffius Smit, 1983[2]
- Rodzaj Jellisonia Traub, 1944[2]
- Rodzaj Kohlsia Traub, 1950[2]
- Rodzaj Libyastus Jordan, 1936[2]
- Rodzaj Macrostylophora Ewing, 1929[2]
- Rodzaj Malaraeus Jordan, 1933[2]
- Rodzaj Margopsylla Smit, 1983[2]
- Rodzaj Megabothris Jordan, 1933[2]
- Rodzaj Megathoracipsylla Liu, Liu, and Zhang, 1980[2]
- Rodzaj Mioctenopsylla Rothschild, 1922[2]
- Rodzaj Myoxopsylla Wagner, 1927[2]
- Rodzaj Nosopsyllus Jordan, 1933[2]
- Rodzaj Opisodasys Jordan, 1933[2]
- Rodzaj Orchopeas Jordan, 1933[2]
- Rodzaj Oropsylla Wagner i Ioff, 1926[2]
- Rodzaj Paraceras Wagner, 1916[2]
- Rodzaj Par amonopsyllus Argyropulo, 1946[2]
- Rodzaj Pleochaetis Jordan, 1933[2]
- Rodzaj Plusaetis Smit, 1983[2]
- Rodzaj Rostropsylla Wagner and Ioff, 1926[2]
- Rodzaj Rowleyella Lewis, 1971[2]
- Rodzaj Smitipsylla Lewis, 1971[2]
- Rodzaj Spuropsylla Li, Xie, and Gong, 1982[2]
- Rodzaj Syngenopsyllus Traub, 1950a[2]
- Rodzaj Tarsopsylla Wagner, 1927[2]
- Rodzaj Thrassis Jordan, 1933[2]
- Rodzaj Traubella Prince, Eads, and Barnes, 1976[2]